# (3035) Chambers
(3035) Chambers (A924 EJ) – planetoida z grupy pasa głównego asteroid okrążająca Słońce w ciągu 4,27 lat w średniej odległości 2,63 j.a. Odkryta 7 marca 1924 roku.